# Lilla hantelnebulosan
Lilla hantelnebulosan eller Messier 76 (M76) även känd som NGC 650/651, är en planetarisk nebulosa i stjärnbilden Perseus. Den upptäcktes 1780 av Pierre Méchain och infördes av Charles Messier som nummer 76 i hans katalog över "kometlika objekt". Det var först långt senare den konstaterades vara en planetarisk nebulosa, år 1918 av den amerikanske astronomen Heber Doust Curtis. M76 är ett av de objekt i Messiers katalog som är svårast att observera.
Det finns dock vissa invändningar mot detta påstående, eftersom Isaac Roberts 1891 ansåg att Messier 76 kan likna Ringnebulosan (M57), som istället ses från sidovyn. Strukturen klassas nu som en bipolär planetarisk nebulosa (BPNe), som betecknar två stjärnor som har briserat, vilket efterlämnar en neutronstjärna eller vita dvärgrester och ett lysande omgivande skal.
Lilla hantelnebulosans namn kommer av att den liknar Hantelnebulosan (M27). Ursprungligen trodde man att den bestod av två separata emissionsnebulosor och gavs därför två katalognummer i NGC.

## Egenskaper
Avståndet till Messier 76 beräknas för närvarande till 780 parsek eller 2 500 ljusår, som ger en genomsnittlig bredd av 1,23 ljusår. 
Hela nebulosan har en skenbar magnitud av +10,1 med sin centrala stjärna eller planetariska nebulosakärna (PNN) med magnitud +15,9v (16,1B). UV-strålningen från kärnan förökar den lysande nebulosa som dess skal och har yttemperatur på ca 88 400 K. Med hänsyn till solsystemets rörelse och fokus på om den närmar eller avlägsnar sig, har den en radiell hastighet på ca -19 km/s.